# Dicronychus obesus
Dicronychus obesus là một loài bọ cánh cứng trong họ Elateridae. Loài này được Krynicki miêu tả khoa học năm 1832.